# 元祿地震
元祿地震（日语：元禄地震 / げんろくじしん）是指1703年12月31日（元祿16年11月23日）於當地時間在凌晨2點发生于日本關東地方的大地震。该次地震震中位于在房總半島外海，震级是8.2（該次地震的規模估計是8.1到8.6)。該次地震被認為是相模海槽特大地震，和在1923年9月1日發生的日本關東地震似乎是同樣類型的地震。但該次地震似乎比1923年的關東地震規模還要來得大，在小田原和江戶（現東京）和房總半島等關東地區的廣大地區都造成了巨大破壞。但地震之後就發生了房屋損壞和大火和巨大海嘯等，導致了超過有10,000人罹難。

## 外部連結
- .   [2020-11-01]. （原始内容存档于2020-09-26） （日语）.
- . 内閣府.   [2020-11-01]. （原始内容存档于2020-11-17） （日语）.
- 百科事典『元禄地震とは （页面存档备份，存于）』（日語）